# 郝益东
郝益东（1947年—），陕西府谷人，汉族，中华人民共和国政治人物、第十一届全国人民代表大会内蒙古地区代表。
毕业于内蒙古自治区扎兰屯农牧学校畜牧专业。加入民建。1996年，担任内蒙古自治区人民政府主席助理，1998年1月，担任内蒙古自治区副主席，民建内蒙古自治区委主委。2002年12月，中国民主建国会第八次全国代表大会在北京召开，并选举产生第八届中央委员会，他当选常务委员。2008年，担任全国人大常委会委员，民建中央常委、内蒙古自治区委主委，内蒙古自治区人大常委会副主任。